# الجامعة المسيحية الدولية (كييف)
الجامعة المسيحية الدولية (كييف) كانت جامعة خاصة في كييف، بأوكرانيا. وقد تأسست في عام 1992م من قبل الاقتصادي كييف الجامعة الوطنية والدولية في جامعة فيينا. في صيف 2013م العناية المركزة-كييف لم تتلقى أي طلبات من مقدمي الطلبات المحتملين، وبالتالي أغلق هذا العام في أعقاب إفلاس النمساوي مؤسس الجامعة الدولية في فيينا في عام 2011م.

## روابط خارجية
- الموقع الرسمي (مغلق في 2013)